# 命運之日
命運之日（德語：Schicksalstag）是11月9日，這已是一個對於德國具有重要意義的日子，该国的許多歷史大事件都發生在此日。二戰後，許多歷史學家稱呼此日為命運之日。這一說法在1989年德國統一後得到了更廣泛的傳播。

## 事件
- 1848年：在維也納起義中被捕後，左翼自由主義者羅伯特·布魯姆被處決。處決可以看作是象徵性事件，是對德意志1848年革命失敗的預兆。
- 1918年：德國皇帝威廉二世被他的總理馬克斯·馮·巴登廢除，他在皇帝退位之前發表了退位宣言，德意志帝國滅亡。菲利普·謝德曼從國會大廈的窗戶宣布德意志共和國成立。兩個小時後，卡爾·李卜克內西在柏林宮的陽台上宣佈要建立“自由社會主義共和國”[1][2]。
- 1923年：11月8日至9日進行的啤酒館政變，標誌著納粹黨在德國政治中作為重要的角色出現並暫時失敗。在此事件中共有十六名納粹黨員和四名警察被殺。直到1930年，希特勒才重新獲得了大量選民的支持，他最終在1933年1月被聯邦大總統興登堡任命為帝國總理。在納粹黨統治期間，11月9日是德國的法定假日，以紀念在啤酒館政變中犧牲的早期納粹黨員。
- 1938年：11月9日至10日，水晶之夜，許多猶太教堂和猶太人的財產被大規模焚毀，有400多名猶太人被殺或自殺。11月10日之後，大約30,000名猶太人被捕，他們中的許多人後來死於集中營。
- 1989年：柏林圍牆的倒塌結束了德國的分離，並引發了一系列事件，最終導致了德國的統一。11月9日被認為是德國統一日的日子，但由於也是水晶之夜的周年紀念日，因此該日期不適合作為國家法定假日。因此，德國正式統一的日期選擇為1990年10月3日（東德在這一天開放了通往西德的檢查站），作為德國國家法定假日的日期。

## 圖片

德國歷史上的11月9日
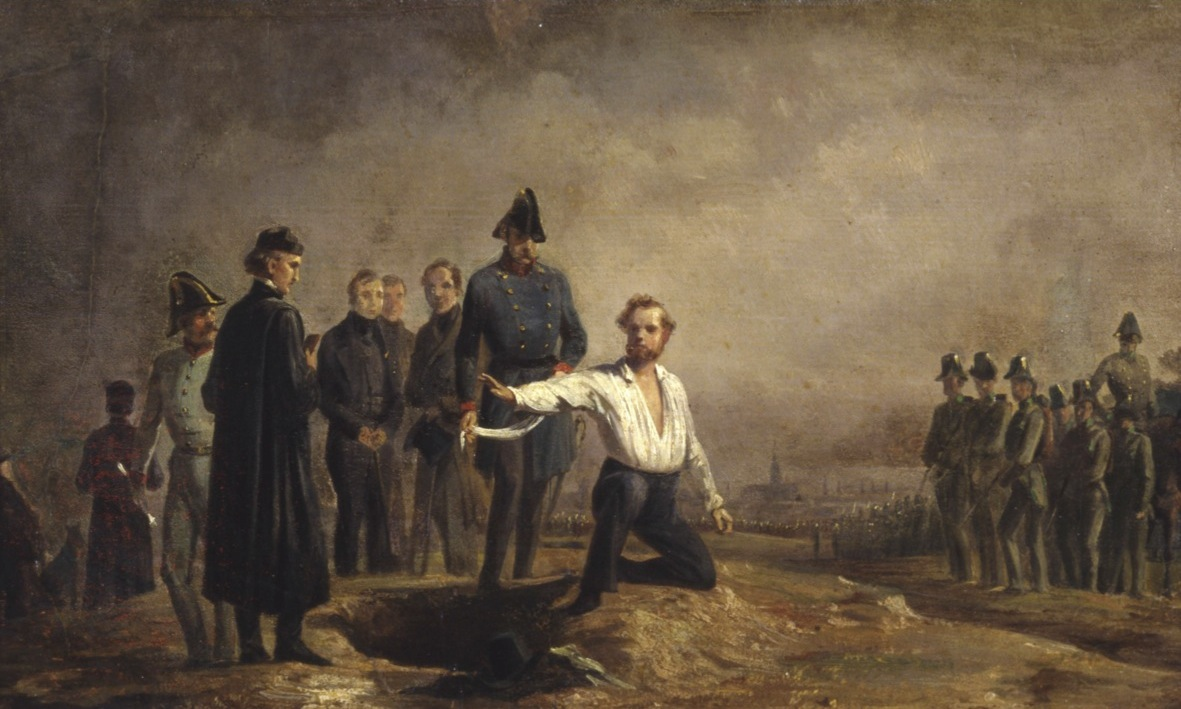
1848年，維也納，奧地利軍隊處決羅伯特·布魯姆，德意志第一次資產階級革命失敗
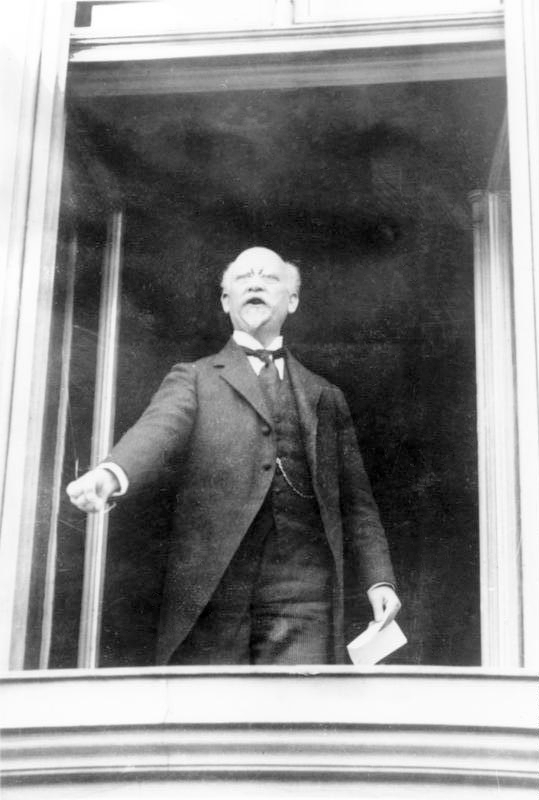
1918年，柏林，菲利普·謝德曼從國會大廈的窗戶宣布共和國成立
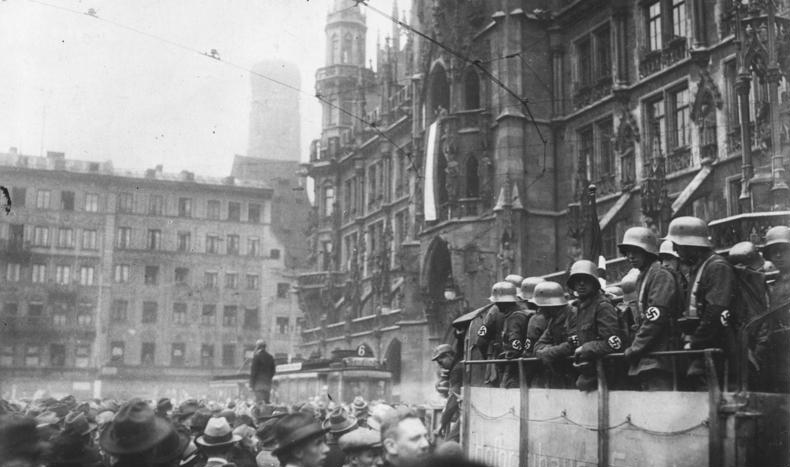
1923年，慕尼黑，瑪麗亞廣場上失敗的啤酒馆政變
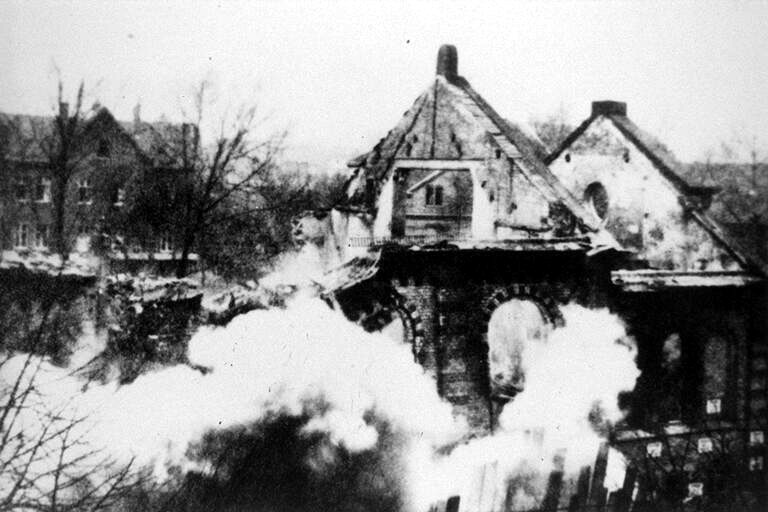
1938年，艾森納赫，被焚毀的猶太人財產
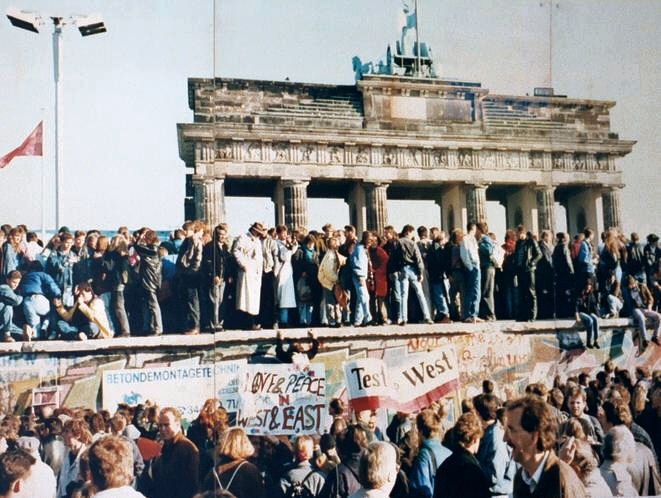
1989年，柏林，圍牆倒塌，兩德統一

## 外部鏈接
- Deutsche Welle: Schicksalstag der Deutschen （页面存档备份，存于）
- Netzeitung: 9. November als "deutscher Schicksalstag" （页面存档备份，存于）
- Was ist Was: Schicksalstag
- Stern "Schicksalstag der Deutschen": Gedenkstunden in Berlin （页面存档备份，存于）